# Hannington (Wiltshire)
Hannington is een civil parish in de unitary authority Swindon, in het Engelse graafschap Wiltshire. In 2001 telde het dorp 229 inwoners. Hannington komt in het Domesday Book (1086) voor als 'Hanindone / dine'.